# Tiverton Town F.C.
Tiverton Town FC là một câu lạc bộ bóng đá có trụ sở tại Tiverton, Devon, Anh. Đội bóng hiện thi đấu tại Southern League Premier Division South và có sân nhà ở Ladysmead.

## Danh hiệu
- FA Vase
  - Vô địch các mùa giải 1998, 1999
  - Á quân mùa giải 1993
- Southern League
  - Đội thắng trận Play-Off South & West Division One mùa giải 2016–17
  - Vô địch League Cup mùa giải 2007
- Western League[1]
  - Vô địch các mùa giải 1993–94, 1994–95, 1996–97, 1997–98
  - Vô địch League Cup các mùa giải 1992–93, 1993–94, 1995–96, 1996–97, 1997–98
  - Vô địch Amateur Trophy các mùa giải 1977–78, 1978–79
- Exeter & District League
  - Vô địch các mùa giải 1933–34, 1964–65, 1965–66
- North Devon League
  - Vô địch mùa giải 1931–32
- East Devon League
  - Vô địch Senior Division các mùa giải 1924–25, 1925–26, 1926–27, 1927–28
- East Devon Senior Cup
  - Vô địch các mùa giải 1929, 1936, 1938, 1953, 1961, 1963, 1967
- Devon Senior Cup
  - Vô địch các mùa giải 1956, 1966
- Devon Scác mùa giải t. Luke's Cup
  - Vô địch các mùa giải 1991, 1992, 1993, 1994, 1995, 1997, 2000, 2003, 2006, 2017

## Thống kê
- Thành tích tốt nhất tại hạng đấu:[2] Xếp thứ 4 tại Southern League premier Division mùa giải 2002–03
- Thành tích tốt nhất tại F.A Cup:[2] Vòng một các mùa giải 1990–91, 1991–92, 1994–95, 1997–98, 2001–02, 2002–03, 2004–05
- Thành tích tốt nhất tại F.A Trophy:[2] Vòng năm mùa giải 2000–01
- Thành tích tốt nhất tại F.A. Vase:[2] Vô địch mùa giải 1997–98, 1998–99
- Chiến thắng đậm nhất: 14–1 trước University College SW, 11 tháng 2 năm 1933
- Thất bại đậm nhất: 0–10 trước Dawlish Town, 27 tháng 12 năm 1969
- Kỷ lục khán giả đến sân: 3,000 người trong trận đấu với Leyton Orient, 12 tháng 11 năm 1994
- Cầu thủ ghi bàn nhiều nhất: Phil Everett, 378 bàn[3]